# Clive Barker
Clive Barker, angleški pisatelj, filmski režiser in slikar, * 5. oktober 1952, Liverpool, Anglija, Združeno kraljestvo.
Barker je postal slaven sredi 80-ih let s serijo kratkih zgodb z naslovom Books of Blood, s katero je takrat postal vodilni mladi pisatelj grozljivk. Od takrat je napisal številne novele, stripe, kratke zgodbe in scenarije za filme, mnoge zgodbe so bile prirejene za filme, predvsem uspešni in kultni seriji filmov Hellraiser ter Candyman. Sodeloval je tudi pri drugih projektih, npr. pri razvoju videoigre Clive Barker's Undying.
Je prejemnik številnih mednarodnih nagrad in nominacij, kot sta nagradi na Amsterdam Fantastic Film Festival leta 1990 za film Nightbreed ter Avoriaz Fantastic Film Festival leta 1987 za film Hellraiser.